# 지구기
지구기는 행성인 지구, 인류, 잠재적 세계정부를 상징할 목적의 잠재적 기 디자인 개념이다.

## 제안된 기

### 존 맥코넬의 지구기

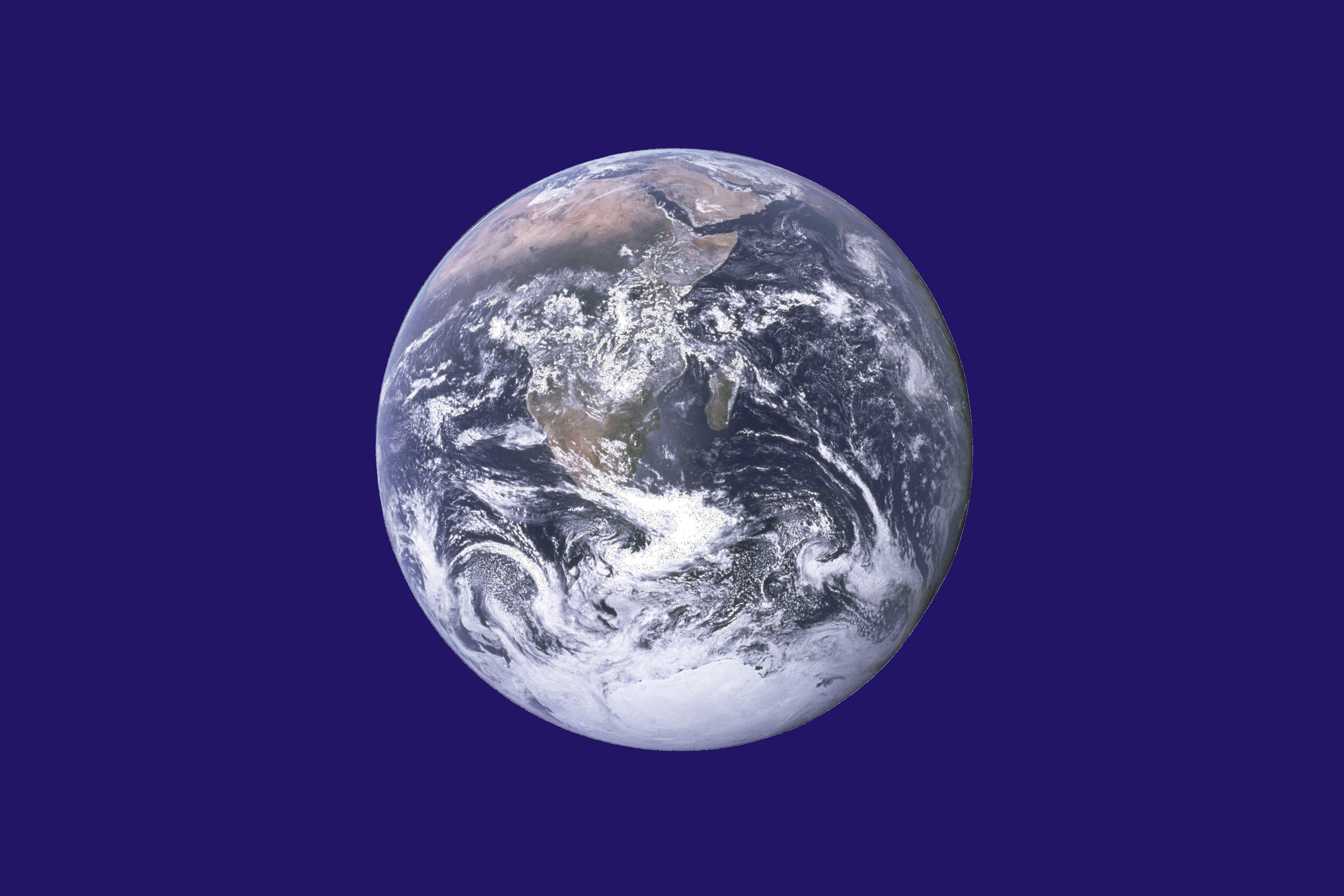
존 맥코넬이 제안한 현재 판의 지구기
존 맥코넬의 1969년 판
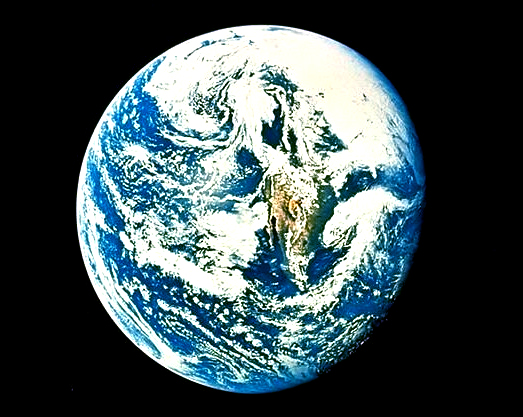
1969년 5월 18일에 아폴로 10호 선원이 찍은 지구 사진. 존 맥코넬이 제안한 기 디자인의 최초 버전에 사용됨

### 국제 지구기

오스카 퍼네펠트가 제안한 국제지구기

### 제임스 W. 캐들의 지구기

제임스 W. 캐들이 제안한 지구기

### 세계 평화 지구기

제임스 윌리엄 반 커크가 제안한 디자인

### 세계기

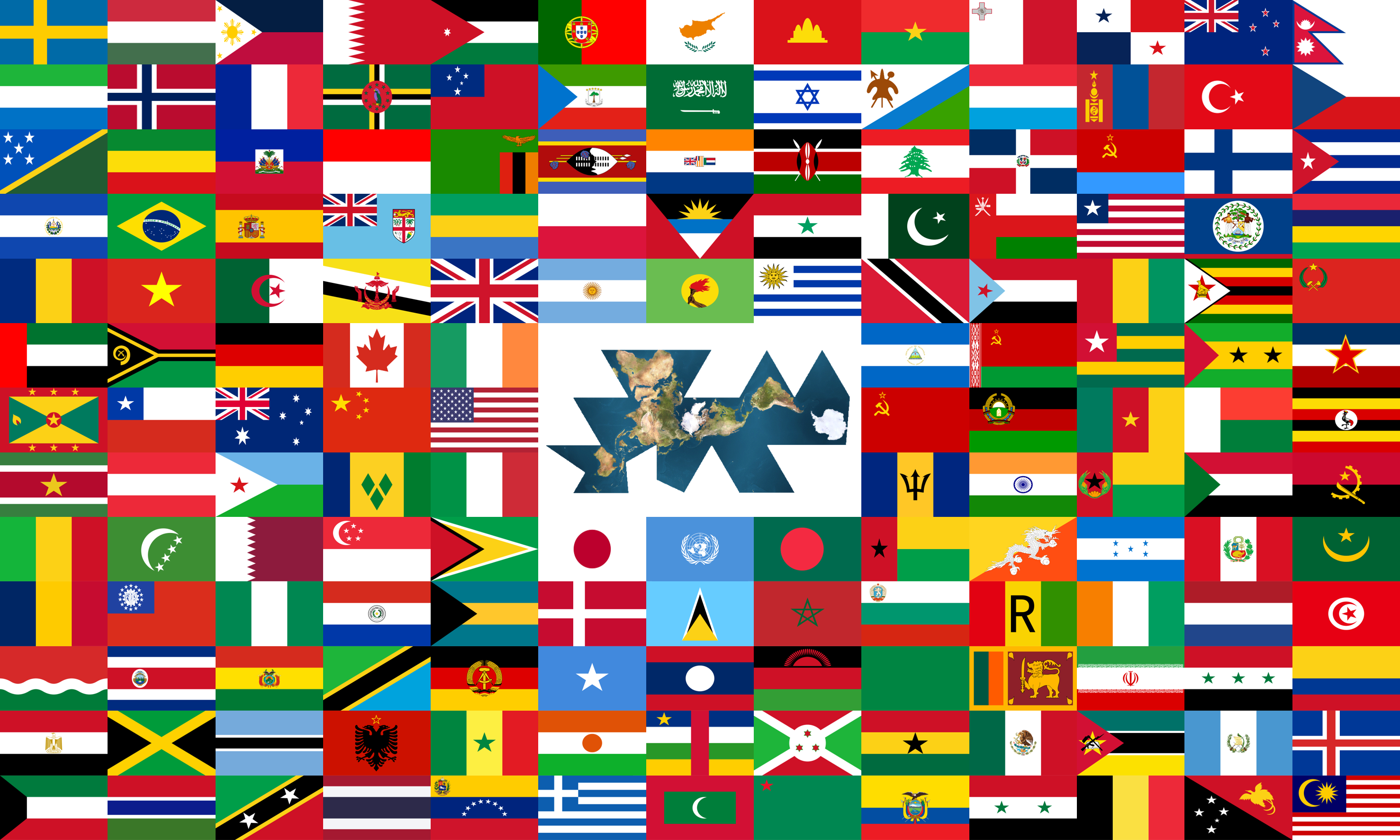
폴 캐럴이 제안한 1988년 판 세계기
폴 캐럴이 제안한 2006년 판 세계기

## 국제 단체의 기

유엔기
월드 서비스 오소리티기
올림픽에 사용되는 국제 올림픽 위원회의 현재의 기
국제연맹 준공식 기

## SF

텔레비전 시리즈 퓨처라마의 정부기

## 같이 보기
- 세계시민주의
- 화성기